# 建軍路
 建軍路（Jianjyun Rd.）為鳳山區到苓雅區的南北向一般道路。共分為兩個部分，第一部分起端為中正一路與三多一路口（為Y字路口），往北止於中山西路口，為大多數民眾所知的建軍路「全貌」。但往北還有較冷清的第二部分，南始於光復路二段口，往北止於鐵道街，四周多為住宅區。

## 行經行政區域
- 鳳山區
- 苓雅區

## 沿線設施
（由北至南）
- 第二部分
  - 正義車站
  - 高雄市政府警察局鳳山分局忠孝派出所
  - 高雄市政府鳳山行政中心西區公有停車場
- 第一部分
  - 高雄清真寺
  - 衛武營彩繪社區
  - 國軍高雄總醫院
  - 捷運衛武營站
  - 高雄市公車建軍站
  - 衛武營

## 兩段建軍路之聯通
若欲由南端之建軍路通往北端之建軍路，須行駛中山西路→府前路→光復路二段，於高雄市政府鳳山行政中心公有停車場前右轉。

## 公車資訊
- 東南客運
  - 50 五福幹線 建軍站－鼓山輪渡站
  - 52 建軍站－高雄火車站
  - 73 建軍站－左營區公所
  - 248 建軍站－鼓山輪渡站
  - 橘7A 建軍站（捷運衛武營站）－舊鐵橋濕地－大樹區公所
  - 橘7B 建軍站（捷運衛武營站）－大樹區公所－佛陀紀念館
- 統聯客運（市區公車）
  - 53 建軍站－果菜市場－高雄火車站
  - 88 建國幹線 鳳山轉運站（捷運大東站）－建軍站（捷運衛武營站）－鹽埕埔
  - 紅21 建軍站（捷運衛武營站）－捷運三多商圈站
  - 橘8 建軍站（捷運衛武營站）－鳳山車站－過埤派出所
  - 橘9  建軍站（捷運衛武營站）－林園區公所
  - 橘10 建軍站（捷運衛武營站）－鳳山轉運站（捷運大東站）
- 港都客運
  - 70 三多幹線 前鎮站－長庚醫院
- 南台灣客運
  - 紅28 捷運後驛站－工博館－建軍站（部分班次延駛至客家文物館）
- 高雄客運
  - 87 誠義里－中崙－鳳山－建軍站

## 公共自行車
- 高雄市公共自行車租賃系統：
  - 正義車站：建軍路/正義路308巷口(車站旁人行道)
  - 捷運衛武營站(5號出口)：建軍路4號旁